# Tot laat
Tot laat is een lied van de Nederlandse rapper Ashafar in samenwerking met de Algerijns-Franse rapper Boef en Nederlandse producer SRNO. Het werd in 2021 als single uitgebracht en stond in hetzelfde jaar als tiende track op het album Etappes van Ashafar.

## Achtergrond
Tot laat is geschreven door Zakaria Abouazzaoui, Sofiane Boussaadia en Serrano Gaddum en geproduceerd door SRNO. Het is een nummer uit het genre nederhop. Het is een lied dat gaat over veel werken, "tot laat", om genoeg geld te verdienen. Het is niet de eerste keer dat Ashafar en Boef samen op een nummer te horen zijn; ze hadden eerder al samen de hit Nooit thuis. Behalve productiewerk op nummers van Ashafar, stond SRNO ook al met Ashafar op het lied Bye Bye Bye. Ook Boef en SRNO hadden voordat Tot laat werd uitgebracht al meerdere hits als TikTok en Champagne Papi. De twee herhaalden de samenwerking op Monaco.

## Hitnoteringen
De artiesten hadden verschillend succes met het lied in Nederland. Het piekte op de negentiende plaats van de Single Top 100 en stond vijf weken in deze hitlijst. De Top 40 werd niet bereikt; het lied bleef steken op de twintigste plaats van de Tipparade.